# Chironomus scotti
Chironomus scotti är en tvåvingeart som beskrevs av Jean-Jacques Kieffer 1911. Chironomus scotti ingår i släktet Chironomus och familjen fjädermyggor. Inga underarter finns listade i Catalogue of Life.